# Partecipanti al Giro d'Italia 1985
Elenco dei partecipanti al Giro d'Italia 1985.
Il Giro d'Italia 1985 fu la sessantottesima edizione della corsa. Alla competizione presero parte 20 squadre, ciascuna delle quali composta da nove corridori, per un totale di 180 ciclisti. La corsa partì il 16 maggio da Verona e terminò il 9 giugno a Lucca; in quest'ultima località portarono a termine la competizione 135 corridori.

## Corridori per squadra
Nota: R ritirato, NP non partito, FT fuori tempo, SQ squalificato.
| Gis Gelati-Trentino Vacanze   | Gis Gelati-Trentino Vacanze   | Gis Gelati-Trentino Vacanze   | Gemeaz Cusin-Zor             | Gemeaz Cusin-Zor             | Gemeaz Cusin-Zor             | Sammontana-Bianchi              | Sammontana-Bianchi              | Sammontana-Bianchi              |
| ----------------------------- | ----------------------------- | ----------------------------- | ---------------------------- | ---------------------------- | ---------------------------- | ------------------------------- | ------------------------------- | ------------------------------- |
| 1                             | Francesco Moser               | 2º                            | 71                           | Ángel Arroyo                 | R 17ª                        | 141                             | Moreno Argentin                 | NP 4ª                           |
| 2                             | David Akam                    | R 9ª                          | 72                           | Domenico Cavallo             | 91º                          | 142                             | Tullio Bertacco                 | R 15ª                           |
| 3                             | Roberto Calovi                | 98º                           | 73                           | José Luis Navarro            | 19º                          | 143                             | Dario Mariuzzo                  | 112º                            |
| 4                             | Walter Dalgal                 | 96º                           | 74                           | Aladino García               | 122º                         | 144                             | Tommy Prim                      | 4º                              |
| 5                             | Stefano Giuliani              | 63º                           | 75                           | Ángel Camarillo              | 25º                          | 145                             | Paolo Rosola                    | 129º                            |
| 6                             | Piero Ghibaudo                | 68º                           | 76                           | Peter Pieters                | R 14ª                        | 146                             | Alf Segersäll                   | R 9ª                            |
| 7                             | Walter Magnago                | 84º                           | 77                           | Francisco Antequera          | NP 4ª                        | 147                             | Alberto Volpi                   | 10º                             |
| 8                             | Harald Maier                  | R 18ª                         | 78                           | Anselmo Fuerte               | R 5ª                         | 148                             | Jesper Worre                    | R 17ª                           |
| 9                             | Palmiro Masciarelli           | 30º                           | 79                           | Roberto Córdoba              | 110º                         | 149                             | Claudio Torelli                 | 101º                            |
| Alpilatte-Olmo-Cierre         | Alpilatte-Olmo-Cierre         | Alpilatte-Olmo-Cierre         | La Vie Claire-Wonder-Radar   | La Vie Claire-Wonder-Radar   | La Vie Claire-Wonder-Radar   | Santini-Krups-Conti-Galli       | Santini-Krups-Conti-Galli       | Santini-Krups-Conti-Galli       |
| 11                            | Marino Lejarreta              | 5º                            | 81                           | Bernard Hinault              | 1º                           | 151                             | Lucien Van Impe                 | 13º                             |
| 12                            | Marino Amadori                | 16º                           | 82                           | Dominique Arnaud             | 34º                          | 152                             | Daniele Caroli                  | NP 12ª                          |
| 13                            | Serge Demierre                | R 13ª                         | 83                           | Benno Wiss                   | 85º                          | 153                             | Davide Cassani                  | 54º                             |
| 14                            | Michael Wilson                | 8º                            | 84                           | Kim Eriksen                  | 113º                         | 154                             | Giuseppe Lanzoni                | NP 10ª                          |
| 15                            | Salvatore Maccali             | 41º                           | 85                           | Marc Gomez                   | 76º                          | 155                             | Patrizio Gambirasio             | 135º                            |
| 16                            | Orlando Maini                 | 74º                           | 86                           | Christian Jourdan            | 29º                          | 156                             | Maurizio Conti                  | R 10ª                           |
| 17                            | Romano Randi                  | 69º                           | 87                           | Greg LeMond                  | 3º                           | 157                             | Giuliano Pavanello              | 108º                            |
| 18                            | Maurizio Rossi                | 102º                          | 88                           | Éric Salomon                 | NP 12ª                       | 158                             | Rigobert Matt                   | R 16ª                           |
| 19                            | Mauro Angelucci               | 119º                          | 89                           | Bernard Vallet               | 43º                          | 159                             | Elio Festa                      | 47º                             |
| Ariostea-Oece                 | Ariostea-Oece                 | Ariostea-Oece                 | Maggi Mobili-Fanini          | Maggi Mobili-Fanini          | Maggi Mobili-Fanini          | 7-Eleven-Hoonved                | 7-Eleven-Hoonved                | 7-Eleven-Hoonved                |
| 21                            | Silvano Contini               | 7º                            | 91                           | Franco Chioccioli            | 9º                           | 161                             | Jeff Bradley                    | R 6ª                            |
| 22                            | Gregor Braun                  | 127º                          | 92                           | Cesare Cipollini             | 88º                          | 162                             | Jonathan Boyer                  | 35º                             |
| 23                            | Marco Giovannetti             | 14º                           | 93                           | Mario Bonzi                  | FT 14ª                       | 163                             | Chris Carmichael                | 97º                             |
| 24                            | Wladimiro Panizza             | 28º                           | 94                           | Fabrizio Vannucci            | 37º                          | 164                             | Andrew Hampsten                 | 20º                             |
| 25                            | Giuseppe Petito               | 71º                           | 95                           | Benedetto Patellaro          | 90º                          | 165                             | Eric Heiden                     | 131º                            |
| 26                            | Alessandro Pozzi              | 27º                           | 96                           | Fabio Patuelli               | 89º                          | 166                             | Ron Kiefel                      | 60º                             |
| 27                            | Ennio Salvador                | 17º                           | 97                           | Filippo Piersanti            | 103º                         | 167                             | Davis Phinney                   | 104º                            |
| 28                            | Guido Van Calster             | 53º                           | 98                           | Steen-Michael Petersen       | 51º                          | 168                             | Bob Roll                        | 78º                             |
| 29                            | Ennio Vanotti                 | 32º                           | 99                           | Jens Veggerby                | 40º                          | 169                             | Tom Schuler                     | FT 17ª                          |
| Atala-Ofmega-Campagnolo       | Atala-Ofmega-Campagnolo       | Atala-Ofmega-Campagnolo       | Magniflex-Cilo-Aufina        | Magniflex-Cilo-Aufina        | Magniflex-Cilo-Aufina        | Skil-Sem-KAS-Miko               | Skil-Sem-KAS-Miko               | Skil-Sem-KAS-Miko               |
| 31                            | Salvatore Cavallaro           | 128º                          | 101                          | Gilbert Glaus                | R 19ª                        | 171                             | Alain von Allmen                | NP 17ª                          |
| 32                            | Urs Freuler                   | 120º                          | 102                          | Hubert Seiz                  | R 10ª                        | 172                             | Frits Pirard                    | 92º                             |
| 33                            | Pierino Gavazzi               | 48º                           | 103                          | Laurent Vial                 | R 4ª                         | 173                             | Gerrie Knetemann                | 94º                             |
| 34                            | Daniel Gisiger                | 66º                           | 104                          | Mike Gutmann                 | 59º                          | 174                             | Jacques van Meer                | 82º                             |
| 35                            | Dante Morandi                 | NP 20ª                        | 105                          | André Massard                | 123º                         | 175                             | Ronan Onghena                   | 115º                            |
| 36                            | Ezio Moroni                   | 36º                           | 106                          | Heinz Imboden                | 70º                          | 176                             | Ralf Hofeditz                   | 134º                            |
| 37                            | Mario Noris                   | 95º                           | 107                          | Bernard Gavillet             | R 4ª                         | 177                             | Philippe Poissonnier            | 86º                             |
| 38                            | Emilio Ravasio                | 106º                          | 108                          | Alfred Achermann             | 126º                         | 178                             | Jacques Decrion                 | 46º                             |
| 39                            | Gerhard Zadrobilek            | 18º                           | 109                          | Daniel Wyder                 | 73º                          | 179                             | René Bittinger                  | 83º                             |
| Carrera-Inoxpran              | Carrera-Inoxpran              | Carrera-Inoxpran              | Malvor-Bottecchia-Vaporella  | Malvor-Bottecchia-Vaporella  | Malvor-Bottecchia-Vaporella  | Supermercati Brianzoli          | Supermercati Brianzoli          | Supermercati Brianzoli          |
| 41                            | Roberto Visentini             | NP 19ª                        | 111                          | Stefano Allocchio            | 132º                         | 181                             | Gaetano Baronchelli             | 133º                            |
| 42                            | Guido Bontempi                | 107º                          | 112                          | Mario Beccia                 | 12º                          | 182                             | Claudio Corti                   | NP 17ª                          |
| 43                            | Bruno Leali                   | 80º                           | 113                          | Leonardo Bevilacqua          | 100º                         | 183                             | Giovanni Mantovani              | 109º                            |
| 44                            | Czesław Lang                  | 57º                           | 114                          | Mauro Longo                  | 93º                          | 184                             | Alfredo Chinetti                | 55º                             |
| 45                            | Claudio Chiappucci            | 64º                           | 115                          | Silvestro Milani             | 114º                         | 185                             | Gianbattista Baronchelli        | 6º                              |
| 46                            | Massimo Ghirotto              | 125º                          | 116                          | Roberto Pagnin               | 79º                          | 186                             | Antonio Bevilacqua              | 81º                             |
| 47                            | Erich Mächler                 | 23º                           | 117                          | Renan Ferraro                | R 17ª                        | 187                             | Giovanni Bottoia                | FT 14ª                          |
| 48                            | Urs Zimmermann                | 50º                           | 118                          | Jürg Bruggmann               | 118º                         | 188                             | Gianni Zola                     | 75º                             |
| 49                            | Stephan Mutter                | 44º                           | 119                          | Acácio da Silva              | 33º                          | 189                             | Antonio Ferretti                | 77º                             |
| Del Tongo-Colnago             | Del Tongo-Colnago             | Del Tongo-Colnago             | Murella-Rossin               | Murella-Rossin               | Murella-Rossin               | Vini Ricordi-Pinarello-Sidermec | Vini Ricordi-Pinarello-Sidermec | Vini Ricordi-Pinarello-Sidermec |
| 51                            | Giuseppe Saronni              | 15º                           | 121                          | Stefano Bizzoni              | 116º                         | 191                             | Vittorio Algeri                 | R 19ª                           |
| 52                            | Emanuele Bombini              | 11º                           | 122                          | Tullio Cortinovis            | NP 9ª                        | 192                             | Pierangelo Bincoletto           | R 16ª                           |
| 53                            | Roberto Ceruti                | 21º                           | 123                          | Raniero Gradi                | R 9ª                         | 193                             | Riccardo Magrini                | NP 9ª                           |
| 54                            | Frank Hoste                   | 117º                          | 124                          | Alessandro Paganessi         | R 10ª                        | 194                             | Franco Pica                     | 121º                            |
| 55                            | Luciano Loro                  | 26º                           | 125                          | Dag Erik Pedersen            | R 10ª                        | 195                             | Luciano Rabottini               | 61º                             |
| 56                            | Maurizio Piovani              | 65º                           | 126                          | Marino Polini                | R 10ª                        | 196                             | Claudio Savini                  | 39º                             |
| 57                            | Rudy Pevenage                 | 58º                           | 127                          | Giovanni Renosto             | R 15ª                        | 197                             | Sergio Scremin                  | 105º                            |
| 58                            | Dirk Wayenberg                | 124º                          | 128                          | Luca Rota                    | 24º                          | 198                             | Johan van der Velde             | 22º                             |
| 59                            | Marco Vitali                  | 31º                           | 129                          | Daniele Del Ben              | 99º                          | 199                             | Wies van Dongen                 | 130º                            |
| Dromedario-Laminox-Fibok-Alan | Dromedario-Laminox-Fibok-Alan | Dromedario-Laminox-Fibok-Alan | Pilas Varta-Café de Colombia | Pilas Varta-Café de Colombia | Pilas Varta-Café de Colombia |                                 |                                 |                                 |
| 61                            | Alfio Vandi                   | R 8ª                          | 131                          | Argemiro Bohórquez           | NP 18ª                       |                                 |                                 |                                 |
| 62                            | Silvano Riccò                 | 52º                           | 132                          | Armando Aristizábal          | 56º                          |                                 |                                 |                                 |
| 63                            | Marco Franceschini            | R 8ª                          | 133                          | Rafael Acevedo               | 42º                          |                                 |                                 |                                 |
| 64                            | Gody Schmutz                  | 49º                           | 134                          | Néstor Mora                  | 67º                          |                                 |                                 |                                 |
| 65                            | Leo Schönenberger             | R 17ª                         | 135                          | José Alfonso López           | R 7ª                         |                                 |                                 |                                 |
| 66                            | Giuseppe Montella             | 111º                          | 136                          | Reynel Montoya               | 45º                          |                                 |                                 |                                 |
| 67                            | Stefano Colagè                | NP 16ª                        | 137                          | Abelardo Ríos                | 62º                          |                                 |                                 |                                 |
| 68                            | Daniele Ferrari               | 87º                           | 138                          | Juan Carlos Castillo         | NP 7ª                        |                                 |                                 |                                 |
| 69                            | Enrico Pochini                | 38º                           | 139                          | Antonio Londoño              | 72º                          |                                 |                                 |                                 |

### Legenda
| Legenda          | Legenda | Legenda       | Legenda                                                  |
| ---------------- | --- | ------------- | -------------------------------------------------------- |
| Dorsale          | Dorsale di partenza del ciclista | Posizione     | Posizione finale nella classifica generale               |
| Maglia rosa      | Indica il vincitore della classifica generale                                                                                        | Maglia verde  | Indica il vincitore della classifica dei GPM             |
| Maglia ciclamino | Indica il vincitore della classifica a punti                                                                                         | Maglia bianca | Indica il vincitore della classifica dei giovani         |
| NP               | Indica un ciclista che non è ripartito in una tappa la mattina                                                                       | R             | Indica un ciclista che si è ritirato in una tappa        |
| FTM              | Indica un ciclista che ha concluso una tappa fuori tempo, ossia ha impiegato più tempo rispetto a quanto stabilito dal tempo massimo | EX            | Corridore escluso per non aver rispettato il regolamento |

## Corridori per nazione
Le nazionalità rappresentate nella manifestazione sono 18; in tabella il numero dei ciclisti suddivisi per la propria nazione di appartenenza:
| Numero corridori | Nazione                                                          |
| ---------------- | ---------------------------------------------------------------- |
| 94               | Italia                                                           |
| 20               | Svizzera                                                         |
| 10               | Francia, Stati Uniti                                             |
| 9                | Colombia                                                         |
| 8                | Spagna                                                           |
| 6                | Belgio, Paesi Bassi                                              |
| 4                | Danimarca                                                        |
| 3                | Germania                                                         |
| 2                | Austria, Svezia                                                  |
| 1                | Australia, Brasile, Gran Bretagna, Norvegia, Polonia, Portogallo |